# Phalaenoides ephyra
Phalaenoides ephyra är en fjärilsart som beskrevs av George French Angas 1847. Phalaenoides ephyra ingår i släktet Phalaenoides och familjen nattflyn. Inga underarter finns listade i Catalogue of Life.